# Club Atlético Atlas
Il Club Atlético Atlas è una società calcio argentina fondata nel 1951 dalla comunità paraguayana di Buenos Aires. Attualmente milita nella Primera C.

## Rosa della stagione 2024
| N. |                      | Ruolo | Calciatore         |
| -- | -------------------- | ----- | ------------------ |
| 1  | Argentina (bandiera) | P     | Santiago Sánchez   |
| 2  | Argentina (bandiera) | D     | Nicolás Pardo      |
| 3  | Argentina (bandiera) | D     | Gonzalo Ronconi    |
| 4  | Argentina (bandiera) | D     | Matías Digangi     |
| 5  | Argentina (bandiera) | C     | Fernando Gutiérrez |
| 6  | Argentina (bandiera) | D     | Franco Gómez       |
| 7  | Argentina (bandiera) | A     | Lautaro Cossio     |

| N. |                      | Ruolo | Calciatore      |
| -- | -------------------- | ----- | --------------- |
| 8  | Argentina (bandiera) | C     | Nissim Vergara  |
| 9  | Argentina (bandiera) | A     | Damián Anríquez |
| 10 | Argentina (bandiera) | A     | Diego Ftacla    |
| 11 | Argentina (bandiera) | A     | Imanol Varela   |
| 12 | Argentina (bandiera) | P     | Emel Olivares   |
| 13 | Argentina (bandiera) | C     | Iván Ruiz       |